# Лансель, Отто
Отто Квирин Лансель (нем. Otto Quirin Lancelle, 27 марта 1885, Ксантен, Германская империя — 3 июля 1941, Краслава, СССР) — генерал вермахта во время Второй мировой войны, убитый во время Великой Отечественной войны на территории СССР во время боёв за город Краславу в Латвийской ССР. Первый немецкий генерал, убитый после нападения Германии на Советский Союз, который на момент смерти уже был в генеральском чине.

## Биография
Предки генерала, скорее всего, были французскими гугенотами, перебравшимися в Германию. Отто родился 25 марта 1885 года в городке Ксантен (Xanten) в Вестфалии. Был одиннадцатым ребёнком в семье прусского капитана Эммануэля Ланселя, ветерана войн против Дании (1864), Австрии (1866) и Франции (1870).
Отто поступил на военную службу 1 апреля 1905 года, первоначально в военно-морской флот. 11 декабря был переведён в пехоту как фаненюнкер в 43-м Клевском полку полевой артиллерии (Klevesche Feldartillerie-Regiment Nr. 43).
В 1907 году ему присвоили чин лейтенанта.
В 1912 году он продолжил службу в учебном полку артиллерийской школы, в 1914 году был произведён в старшие лейтенанты, 3 апреля 1915 года — в капитаны (гауптман).

### Участие в Первой мировой войне
В начале Первой Мировой войны Лансель командовал взводом 5-й батареи 6-го гвардейского полка полевой артиллерии (6. Garde-Feldartillerie-Regiment). Воевал под Намюром на Западном фронте, на Восточном фронте стал командовать 2-й батареей. В 1915 году он был дважды ранен: в левое плечо и в левое предплечье.
С 1916 года снова воевал на Западном фронте. Был награждён Железным крестом, Рыцарским крестом королевского дома Гогенцоллернов с мечами и орденом Pour le Mérite («За заслуги»; неофициальное название — «Голубой Макс», Blauer Max) — высшей военной наградой Пруссии того времени.
После войны, 31 марта 1920 года, вышел в отставку в чине майора.

### В нацистской партии
С 1920 года отставной майор работает директором по кадрам на Eilenburger Zelloluidfabrik в Саксонии.
В 1923 году Лансель в числе первых присоединился к германским нацистам — Национал-социалистической немецкой рабочей партии (NSDAP). В 1923 году принял участие в гитлеровском Пивном путче, после которого по требованию рабочих был вынужден уйти с целлулоидной фабрики и перейти на должность советника по персоналу на Leunawerken в Мерзебурге. Возглавил нацистскую партийную организацию в Мюнхене.
С 1931 года входил в штаб высшего руководства штурмовых отрядов СА (Sturmabteilung) в Мюнхене, получил звание оберфюрера, однако был отстранён в 1932 году за критику гомосексуальной ориентации Эрнста Рёма.
В том же году Лансель оказал неоценимую услугу своему фюреру Адольфу Гитлеру, «разоблачив» еврейские корни одного из его конкурентов Теодора Дюстерберга, баллотировавшегося на пост президента Германии. Убеждённого антисемита Дюстерберга известие о том, что его дед по матери был прусским врачом-евреем, принявшим лютеранство в 1818 году, довело до нервного срыва. После этого его уверенно обошли Гинденбург и Гитлер.
В 1932—1933 годах он также принял деятельное участие в создании Имперской службы труда (Reichsarbeitsdienst, RAD).

### Возвращение в вермахт
1 октября 1935 года майор Лансель вернулся на военную службу в штаб 7-го артиллерийского полка. В 1938 году в звании подполковника начал командовать 43-м артиллерийским полком (Artillerie-Regiment 43), а с 1938 года стал командиром 115-го артиллерийского полка (Artillerie-Regiment 115), получив на Новый 1939-й год погоны полковника.
В 1939 году его назначали комендантом Франкурта-на-Одере, затем командиром 168-го артиллерийского полка (Artillerie-Regiment 168).
Во время нападения нацистской Германии на Советский Союз Лансель уже был генерал-майором и командовал 121-й пехотной дивизией (121. Infanterie-Division).

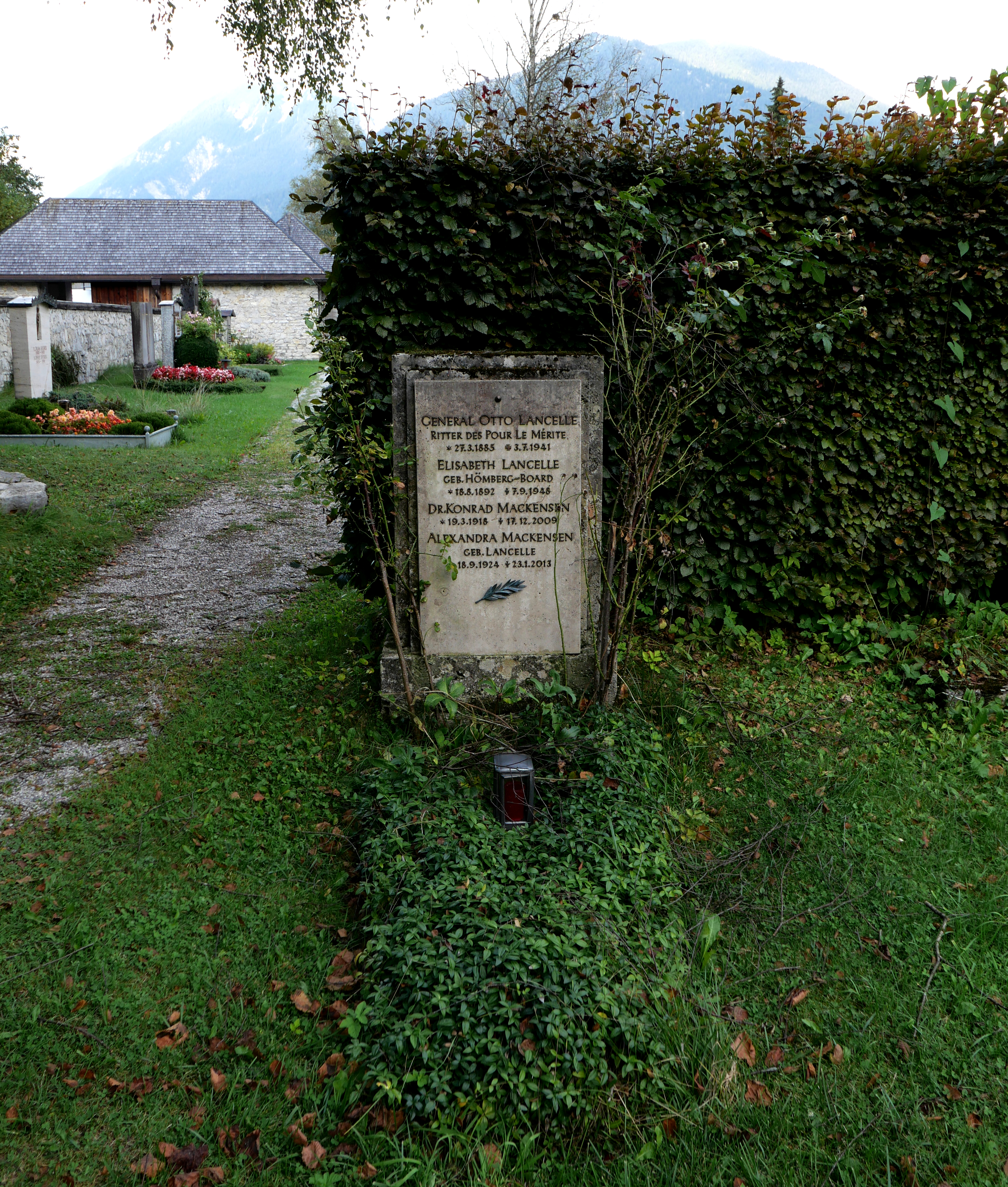
Могила в 2024 году.

### Гибель в СССР
Вторжение в Советский Союз не было для вермахта таким победоносным, как в других странах. В конце июня - начале июля 1941 года на территории Латвийской ССР дивизия СС «Мёртвая голова» вела тяжёлые бои с контратакующей 42-й танковой дивизией из состава 21-го механизированного корпуса Северо-Западного фронта. Кроме того, столкнулась с жёсткой обороной города Краслава, осуществляемой советской 112-й стрелковой дивизией 51-го стрелкового корпуса 22-й армии Западного фронта. 121-я пехотная дивизия под командованием Ланселя, сменив дивизию СС «Мёртвая голова», стала наступать по правому берегу Даугавы (Западной Двины) на город. Когда основные силы 407-го пехотного полка этой дивизии достигли лесного массива, генерал-майор Ланcель с офицером штаба старшим лейтенантом Штеллером выехал на командный пункт этого полка. Оказавшись на передовой одного из батальонов, Ланcель не обратил внимания, что другой батальон отстал. И тут по немецким позициям красноармейцы 112-й стрелковой дивизии (там держали оборону бойцы 416-го стрелкового полка) неожиданно ударили с тыла, уничтожив в бою генерала и несколько офицеров.
Генерал был похоронен возле лютеранской церкви в Краславе. Впоследствии его перезахоронили на кладбище в общине Гармиш-Партенкирхен в Баварии.

## Имя в истории
Лансель был убит 3 июля 1941 года на Краславском плацдарме на Даугаве близ Краславы, Латвийская ССР. Он был первым немецким генералом, имевшим это звание на момент смерти, и первым командиром дивизии, погибшим на советской территории после нападения вермахта на Советский Союз. Он был посмертно произведен в генерал-лейтенанты и награждён Рыцарским крестом. В вермахте существовала традиция посмертно повышать в звании отличившихся офицеров. Поэтому часто в справочниках упоминается другой первый погибший генерал: удостоенный этого чина посмертно командующий авиацией армии Гудериана полковник Карл фон Герлах (Karl von Gerlah), ставший жертвой авиакатастрофы 24 июня в районе Линово-Барановичи. 28 июня в боях за Минск погибли два полковника, посмертно произведённые в генералы: командир 25-го танкового полка (Panzer-Regiment 25) из состава 7 танковой дивизии полковник Карл фон Ротенбург (Karl von Rothenburg) и командир 59-го стрелкового полка (Schützen-Regiment 59) полковник Гюнтер Вейкхардт (Günther Weichhardt) из состава 20 танковой дивизии.

## Память
В честь Ланселя оккупанты переименовали польский город Жгув (Rzgów), который стал называться Лансельнштадт (Ланцелленштадт, Lancellenstädt).
В 1994 году вблизи места гибели генерала его 74-летний сын Крафт с разрешения местного самоуправления установил гранитный обелиск с надписью по-русски «Павшим. 1941—1945», на немецком «DEN OPFERN 1941—1945», русском и латышском «UPURIEM 1941—1945» (то и другое переводится «жертвам»). Этот памятник составитель карты воинских захоронений и монументов Латвии, краевед Александр Ржавин называет одним из считанных монументов высшим военачальникам на территории страны, среди которых можно указать скульптуру генерал-фельдмаршала Барклая де Толли в Риге, памятники генерал-майору Кульневу в Лудзе и командиру 14-й категории высшего начсостава РККА Фабрициусу в Вентспилсе, а также более чем скромные памятники латышским генералам Беркису под Бауской и Радзиньшу под Валкой. Обелиск находился на углу улиц Саулескална и Пилс. Снесён в ноябре 2022 года.

## Награды
Лансель был обладателем как прусского Pour le Mérite «За заслуги»), так и Рыцарского железного креста, высших военных наград Германской империи и нацистской Германии:
- Pour le Mérite (9 октября 1918 г.)[9]
- Рыцарский крест Железного креста 27 июля 1941 г. (посмертно) как генерал-майору и командующему 121-й пехотной дивизии Вермахта[9].